# Fender Mark Hoppus Jazz Bass
Il Mark Hoppus Jazz Bass è prodotto dal 2000 dalla Fender Musical Instruments Corporation. La versione definitiva del basso è stata vista per la prima volta nel video musicale "Adam's Song" dei Blink-182. Ha il body di un Fender Jazz Bass ed i pickup e il manico di un Fender Precision Bass. Questo modello ha un solo potenziometro per il volume e non ne ha per il tono.

## Colori
Di seguito sono elencati i colori dei bassi custom realizzati per Mark Hoppus:
Mark Hoppus ha annunciato il 15 dicembre dal suo blog Himynameismark.com che la Fender produrrà due suoi nuovi modelli
- Uno color Surf Green,
- Uno color "Mary-Kay White"

Colori dei nuovi modelli:
- Mary-Kay White (con una decalcomania "Marktopus", disegnato per il tour 2009)
- Black
- New Hot Pink (anche questo con una decalcomania "Marktopus")

Colori dei vecchi modelli:
- Metallic Red (probabilmente il primo prototipo del Mark Hoppus Signature Bass)
- Surf Green (utilizzato soprattutto per registrazioni in studio)
- Daphne Blue
- Hot Pink
- Olympic White
- Shell Pink (usato nel video di "First Date")
- Red/Pink/Yellow/White Plaid Design
- Graffiti Yellow (visto nelle performance AOL Sessions.)

Colori utilizzati durante il periodo dei +44:
- Hot Pink
- Honey Blonde
- Olympic White
- Sunburst

## Design originale
Dopo aver utilizzato alcuni bassi Ernie Ball Music Man Sting Ray nei primi anni dei blink-182, Hoppus creò il suo primo basso custom partendo dai Fender Precision Bass tra il periodo di registrazione di Dude Ranch ed Enema of the State. Il suo primo basso custom era di color "Metallic Blue" con un solo potenziometro per il volume. In seguito Hoppus collaborò con Alex Perez della Fender per creare il suo modello custom definitivo, visto per la prima volta nel video di "Adam's Song".

## Il nuovo design
Nel 2006, in seguito alla pausa presa nel 2005 dai Blink-182 e con l'inizio delle registrazioni dei +44 è stato creato un nuovo modello del basso. I pickup, 2 Seymour Duncan Precision Bass Quarter Pound sono montati sul basso in ordine inverso per ottenere un suono più corposo sulle corde Re e Sol. Il body del basso è più leggero dei Jazz Bass comuni perché è fabbricato in frassino al posto che in ontano. La decalcomania sulla paletta del basso non è come quella dei comuni bassi Fender prodotti in America ma è simile ai bassi Fender Precision Basses prodotti negli anni '70. Il nuovo design del basso può essere considerato come una miglioria di questo modello custom, basato sui bassi utilizzati nel tour dei +44. Queste modifiche sono presenti anche nel design dei bassi utilizzati nel tour di riunione dei Blink-182.

## Comparse
Di seguito ecco l'elenco dei video in cui compare il Jazz Bass di Mark Hoppus:
| Colore                   | Video Musicale                                                                | Gruppo    | Anno |
| ------------------------ | ----------------------------------------------------------------------------- | --------- | ---- |
| Metallic Red             | Adam's Song                                                                   | Blink-182 | 1999 |
| Surf Green               | Man Overboard                                                                 | Blink-182 | 2000 |
| Hot Pink                 | The Rock Show                                                                 | Blink-182 | 2001 |
| Shell Pink               | First Date                                                                    | Blink-182 | 2001 |
| Hot Pink                 | Feeling This                                                                  | Blink-182 | 2003 |
| Olympic White            | Violence, (visto nel Bonus Video della versione Enhanced del loro Cd)         | Blink-182 | 2003 |
| Graffiti Yellow          | AOL Sessions (visto nelle performance di Go, Feeling This, Violence, Obvious) | Blink-182 | 2003 |
| Hot Pink                 | Down                                                                          | Blink-182 | 2004 |
| Hot Pink                 | Always                                                                        | Blink-182 | 2004 |
| Honey Blonde             | When Your Heart Stops Beating                                                 | (+44)     | 2006 |
| Olympic White & Sunburst | 155 (Nel video registrato durante il tour dei (+44))                          | (+44)     | 2007 |